# Off to the Races (Donald Byrd)
Off to the Races è un album di Donald Byrd, pubblicato (il primo per questa casa discografica) dalla Blue Note Records nel marzo del 1959. Il disco fu registrato il 21 dicembre 1958 al Van Gelder Studio di Hackensack, New Jersey (Stati Uniti).

## Tracce
Brani composti da Donald Byrd, tranne dove indicato
Lato A
1. Lover Come Back to Me – 6:52 (Oscar Hammerstein II, Sigmund Romberg)
2. When Your Love Has Gone – 5:04
3. Sudwest Funk – 6:53

Lato B
1. Paul's Pal – 7:08 (Sonny Rollins)
2. Off to the Races – 6:36
3. Down Tempo – 5:19

- Alcune pubblicazioni su CD danno come autore del brano, When Your Love Has Gone, Einar Aaron Swan[5]

## Musicisti
- Donald Byrd - tromba
- Jackie McLean - sassofono alto
- Pepper Adams - sassofono baritono
- Wynton Kelly - pianoforte
- Sam Jones - contrabbasso
- Art Taylor - batteria[3]